# Barsebäcks landskommun
Barsebäcks landskommun var en tidigare kommun i dåvarande Malmöhus län.

## Administrativ historik
Kommunen bildades i Barsebäcks socken i Harjagers härad i Skåne när 1862 års kommunalförordningar trädde i kraft.
Vid kommunreformen 1952 uppgick kommunen i Löddeköpinge landskommun som 1974 uppgick i Kävlinge kommun.

## Politik

### Mandatfördelning i Barsebäcks landskommun 1938-1946
| 8 | 5 | 4 |

| 16 |

| 11 | 6 |

| 16 |

| 17 |

| 16 |